# Кампора Сан Джовани
Кампòра Сан Джовàни (на италиански: Campora San Giovanni) е подселище (на итал. frazione) на община Амантеа в провинция Козенца, на границата с провинция Катандзаро, регион Калабрия, Южна Италия.

## География
Кампора гледа към крайбрежието на Тиренско море. От 1950 г. се развива на малко плато с изглед към равнинна зона в непосредствена близост до плажа, превръщайки се в най-голямата част от общинския район между Амантеа и Ночера Теринезе. Заобиколена е от хълм, използван за лозарство и отглеждане на маслини. Този хълм се спуска леко към града, предлагайки впечатляваща гледка: отляво заливът на Ламеция Терме, докато направо на линията на хоризонта в ясни дни може да се види вулканът Стромболи в морето с неговия стълб дим.
От туристическото пристанище Амантеа, разположено в Кампора Сан Джовани, може бързо да се стигне до Еолийските острови.
Границите на територията на Кампора са маркирани от два важни водни пътя: река Олива на север и река Торбидо на юг. Олива носи това име на територията на Айело Калабро, но главната й жила, река Гранде, извира още по-навътре, близо до Грималди. Торбидо от друга страна се намира на около 2 km северно от река Савуто и възниква от обединението на няколко малки водни пътища на територията на Клето. Територията се пресича и от два други проливни водни канала – Шиоде и Гарета, които се вливат в морето съответно на север и на юг от центъра на града.
Надморската височина на Кампора е между 13 m на пл. „Сан Франческо ди Паола“ и 33 на 1-ви километър на бул. „Италия“. Кулата „Сан Джовани“ се намира на 13 м над морското равнище, а ЖП линия „Южна Тиреника“ минава на около 3 m надморска височина. Що се отнася до основните райони на селището, най-високият е Мирабели на 215 m над морското равнище: следван от Виланова на 184, Марано на 165, Каратели на 108, Аугурато на 94, Коца на 42 и Принчипеса на 27. Най-високата точка в района на Кампоро се намира на около 301 m над морското равнище около километър 6 от провинциален път 108, близо до Саличе, на границата със Сера д'Айело и Клето.

## Административно деление и население
На територията на Кампора Сан Джовани са разположени следните 19 квартала:
- Аугурато
- Каратели
- Колони
- Коца
- Кукуваля
- Фравите
- Гало (южната част)
- Имбели
- Марано
- Маринела
- Мирабели
- Олива
- Пиана Кавало
- Пиана Маури
- Принчипеса
- Рибес
- Стритури
- Рубано
- Виланова

Населението на Кампора Сан Джовани е съставено предимно от италианци, като тук от началото на 90-те години на 20. век се заселват и много имигранти от Източна Европа, включително и мнозина българи, които променят облика му. На последното преброяване през 2007 г. българите съставляват втората по големина група чужденци. Към 1 януари 2024 г. на територията на община Амантеа живещт 35 души с българско гражданство.

## Топоним
Топонимът „Кампора Сан Джовани“ (Campora San Giovanni) произлиза от латинското "Campus " (поле, лагер) с наставките -ris, -ras. Сан Джовани произлиза от Свети Йоан Кръстител, защитник на близката Ночера Теринезе, поради древния параклис на Санту Яни („Свети Йоан“ на древен диалект). Кварталите също имат имена, които произлизат както от стари собственици, така и от конкретни характеристики на територията: 
- Аугурато (Augurato): от латинското guairatio esperantia: изглежд, че на тези места (където се намира църквата на светицата покровителка Света Филомена) хората са намерили убежище, за да търсят надежда и утеха, и са пили водата на Funtana du Peshcaru („Куклен фонтан“), който е прогонвал страха и нещастията;
- Каратели (Carratelli): произхожда от едноименното семейство, почти изчезнало, започвайки от 1917 г. То от своя страна дължи името си на латинското "Carae Tellus", или "Care a Tellus", богиня на плодородието и защитник на мъртвите и от земетресения);
- Колони (Cologni): от colunus ("колонист");
- Коца (Cozza): от фабриката за коприна, създадена от маркиз Франческо Мария Коца;
- Кукуваля (Cuccuvaglia): от латинското cum valicum („с проходите“);
- Фравите (Fravitte): „ронлива почва“;
- Гало (Gallo) (южната част): заради буйната природа, дом на древни птицефабрики и животновъдни ферми
- Имбели (Imbelli): от латински in bellum ("във война"), тъй като е бил мястото на войната между Темеса и Клет;
- Марано (Marano): произлиза от едноименно семейство от Козенца;
- Мирабели (Mirabelli): от едноименното благородническо семейство и на диалект се нарича още Мирабела, или „красива гледка“;
- Оливa (Oliva): заради растителността и близостта до маслинови горички;
- Пиана Кавало (Piana Cavallo): седалище на владенията на фамилията на маркиз Луиджи I Кавало;
- Пиана Маури (Piana Mauri): седалище на владенията на фамилията на маркиз Алберто I Маури;
- Принчипеса (Principessa): говори се, че принцеса Амазония е живяла тук, поради което тази област е посветена на нея;
- Рибес ̈(Ribes): зарадия храстите от касис от миналото;
- Рубано (Rubano): не само заради едноименния поток, но и заради непрекъснатите набези на разбойници, случвали се в миналото;
- Виланова (Villanova)ː от латинското villa novam, „нов град“, на границата със Сера д'Айело.

## История

### Античност
В древни времена районът е бил седалище на два града на Магна Греция:
- Темеса (Τεμεσα), съюзник на Сибари. Съответства повече или по-малко на настоящите квартали Каратели и Имбели; в Имбели, на границата със Сера д'Айело, са открити находки от древногръцки сгради;
- малко по-далече градът Клето (Κλεθε), който се намира близо до сегашния квартал Принчипеса, на границата със Савуто ди Клето. Бил е обитаван от принцеса Амазония (откъдето идва и името на квартала), съюзница на кротонците, следователно врагове на сибартидите.

Също жертви на пиратски набези, двата съперничещи си града са унищожени и населението бяга в планините, изграждайки крепости. 
Не бива да се подценява и фактът, че територията винаги е била обект на завоевания и многократно използвана за лагеруване от различни народи. През вековете през територията са преминавали гърци, римляни, различни варварски народи, араби и нормани, наред с други.

### Средновековие
Малко следи са останали от Средновековието в района на Кампоро. Районът е бил и мястото на дебаркиране на емира Мохамед Абдул ал-Зимзим, който оттам продължил да нахлува в Амантеа (тогава Клампетия). Арабската епоха продължава много малко, до пристигането на византийците, заменени от норманите няколко века по-късно. Първите укрепления на контролни пунктове или охранителни кули започват с норманите: едната се намира в съседното селце Корека; другият се нарича местно u Turriune, намира се в квартал „Фравите“ и не е далеч от центъра на града с изглед към морето. 
С пристигането на Анжуйците и впоследствие на Арагонците, тогава под Неаполитанското кралство, територията губи значение, преминавайки частично към близката Амантея и съседните хълмисти райони. Също така отпечатък остава ъгъл на еврейската култура, напълно изчезнал от 1492 г. насам – годината на откриването на Америка и годината, в която след Реконкистата кралят на ИспанияФернандо II нарежда експулсирането или покръстването на евреите от всички територии на Обединената корона на Кастилия и Арагон.

### Модерна епоха
След период на историческа тъмнина, около 17– 18 век започва преоценка на територията благодарение на знатни земевладелци, предимно от Амантея, но с произход от различните области на Кралство Неапол. Всъщност част от сегашните квартали носят имената на старите земевладелци. През 1730 г. маркиз Франческо Мария Коца, благородник от сицилиански произход, роднина на художника със същото име, има фабрика за коприна с отглеждане на копринени буби, плюс малък параклис, посветен на Свети Йоан Кръстител (на древен диалект Santu Janni). Фабриката за коприна също е седалище на масонството и, макар и за кратко време, в близкия Аугурато има следи от преминаването на архитектурата от 18. век благодарение на местния скулптор Винченцо Торчия от Ночера Теринезе. През 1756 г. фабриката за коприна е затворена си и районът потъва в мрак за 130 години.

### Съвременна епоха
Територията, разположена на юг от община Амантеа, където се намира обитаемият център на Кампора Сан Джовани, никога не е била подложена на промени през 19 век. През 1877 г. започват първите миграционни вълни от съседните градове (Клето, Ночера Теринезе, Айело Калабро, Белмонте Калабро, Лаго, Лонгобарди, Сан Манго д'Акуино).
През следващите двадесет години започват нови миграционни вълни от планините към морето. Населението участва активно в Първата световна война. През годините на фашизма територията претърпява нови рекултивации.
При избухването на Втората световна война много жители на Кампора заминават, за да служат на родината си. През 1943 г. градът е бомбардиран от Съюзниците (следи от това все още има в района на Аугурато) и 50 жители на Кампора са убити от нацистите по време на отстъплението им, за да демонстрират съдбата, предназначена за предателите. Между 50-те и 80-те години много кампорези емигрират в търсене на късмет в Северна Италия, Венецуела и Нова Зеландия.
През 80-те г. започва икономическият бум на Кампора Сан Джовани, който продължава почти петнадесет години, както с развитието на хотелско-морските съоръжения, така и с бума на червения лук на различните земеделски кооперации. След рухването на Берлинската стена идват нови миграционни вълни от Източна Европа, откъдето идват работниците за селското стопанство (жени) и строителния сектор (мъже). Пристигането на малки китайски, арабско - магребски и индийски общности е скорошно.

## Икономика
Основните ресурси са селското стопанство и туризмът. От 50-те години на 20 век се развива отглеждането на червения лук от Тропеа, който сега е оценен на цялата национална територия, но има и добър пазар в чужбина. През последните двадесет години износът на този продукт, заедно с други търговски дейности, даде значителен тласък на местната икономика. Тези дейности с е улесняват от благоприятното географско положение на страната и добрите инфраструктурни връзки.

## Забележителности
- Голяма кула, датираща от 14 век, е единствената сграда с историческа стойност. Горната й част е украсена с увенчаващи корнизи. Тази кула се нарича u Turriune на местния диалект;
- Основната църква е посветена на Свети апостол Петър (1956). Курията решава да построи нова църква поради увеличаването на населението. На 12 юни 2010 г. в присъствието на архиепископа на Козенца-Бизиняно монс. Салваторе Нунари и на други местни власти е открита новата църква „Сан Пиетро Апостоло“;
- Църква „Санта Филомена“ в Аугурато с фонтана Funtana du Peshcaru.
- Църква „Сант'Анна“ в Мирабели, където се съхраняват мисалите от 17-ти век;
- "Turriune" на Кампора Сан ДжованиПристанището (2002) и площадът „Сан Франческо да Паола " (2003), посветен на патрона, който се чества от 1 до 3 септември. Като част от този фестивал, който привлича вярващи от околните села, се провежда процесия, при която статуята на светеца се носи на раменете по улиците на града (понякога и с количка, украсена с цветя и оброчни дарове).

## Събития
Всяка година от 1 до 3 септември се честват дните на патрона на Кампора Сан Джовани – Франческо да Паола. Те са придружени с множество процесии и фойерверки.
От 2017 г. в Кампора Сан Джовани на определен ден през есенните месеци се празнува Есенният фестивал, който се състои от поставяне на главната улица и площада с щандове за храна и вино, сервиращи популярни калабрийски ястия, придружени с добро вино. 

## Култура

### Диалект и фолклор
Местният диалект не е нищо повече от срещата между различните калабрийски диалекти. Той е загубил своята оригиналност през годините, тъй като са добавени други думи, които бивши емигранти и имигранти са донесли като езиков принос.
Както във всички краища на Калабрия фолклорът присъства в традицията на района, от тарантела в патронния фестивал до малките фестивали и кунтатури-те – Бардове, които разказват истории от селския живот. Все още е традиция, че кунтатурите се избират като деца от местните старейшини измежду най-жизнените и жизнени деца: всъщност те трябва да представляват колективната памет за бъдещето.
Има и легенди за хора, които действително са съществували на мястото. Те понякога разказват истории за хитрост, скрита в простодушна природа, или понякога за градски луди, които са били за подигравка на местните, но които в крайна сметка са се оказалихора, на които е можело да се разчита, когато е нямало алтернативи.

## Гастрономия
Както всяка калабрийска кухня местната кухня има селски и морски произход. Варира от прости и прости ястия до десерти с истинско сладкарско майсторство, с масово използване на колбаси и свинско месо. 
Селска кухня
Селската кухня се състои от различни ястия и някои от най-използваните са:
- Coria (или Frittule) 'ccu fasuli e cipulle: свинска кожа с боб и червен лук;
- Frittata i Carunevale: обичайно е за всяко местно семейство да прави омлет от спагети с прясна рикота и наденица на Дебелия  вторник, защото на следващия ден (Пепеляната сряда) започва периодът на Великия пост, в който ен се яде месо;
- Patate 'ccu pipe e mulinciane: пържени картофи с чушки и патладжани, понякога с добавка на свински кожи или свинско месо;
- Minestra e fasuli: градински или ароматни билки, сварени и сотирани с боб, понякога също подправени с люта чушка;
- Mulinciane e pummaduari: патладжани в масло с добавка на пресни домати (типично лятно ястие);
- Spezzatinu: свинска яхния с картофи на парчета и подправена с доматен сос, типична за патронния празник;
- Pitticelleː пържени макаронени изделия с плоска форма, понякога подправени с добавяне на цветче от тиквичка или резенчета тиквичка, или маслини в масло.̟

Морска кухня
- Pasta 'mbiancu e baccalà: паста с обезкостена треска, сварена и подправена с добавка на зехтин. Това ястие е типично за литургичните времена, в които религията предписва въздържание от месо (Адвент, Бъдни вечер, Пепеляна сряда, Разпети петък, Петдесетница, Успение Богородично)
- Baccalà e patate vullute: това е треска, сварена в доматен сос с картофи, нарязани на едри парчета.
- Пържена аншоа: малки аншоа, пържени в масло и овкусени с лимон или портокал.
- Alici sutt'uaglio: аншоа в бурканче с олио, яде се с филия хляб, подправена с риган и нарязани чери домати.
- Alici 'mpipateː аншоа в сос от черен пипер и чили, също се консумира с хляб.

Десерти
- Cuzzupa: традиционен великденски десерт, който може да бъде прост или подправен, или с пилешко яйце в центъра.
- Bucchinotti или Buccunotti: типично за калабрийската традиция, те могат да бъдат или със сладко от грозде, или с какао и стафиди.
- Pani i castagna: десерт, подобен на кастанячо, но по-малък по размер и по-дебел, подправен е с кедрови ядки, стафиди, орехи и лешници.
- Turdilli: пърженки, типични за коледния период, с формата на спирала (или плитка), потапени в мед .

Заслужават да се отбележат местните вина, обикновено червени (белите са изключение), те са в основата на ястието на кампорезците, и най-ценените са Савуто и Гало.

## Спорт
Футболният отбор е ACD „Кампора Калчо“, основан през 1972 г. и понастоящем активен в група А на Промоционе Калабрия – шестата серия на Италианския футболен шампионат. Отборът играе домакинските си мачове на спортното игрище „Лучано Галиарди“.

## Транспорт
Кампора Сан Джовани е разположена на републиканския път SS 18 и близо до Средиземноморска магистрала A2 (на 8 км). Разполага и с железопътна гара – Кампора Сан Джовани-Сера Айело. Най-близкото летище Ламеция Терме се намира на около 25 км, като до него се стига по магистрала A3. 